# 关瑞梧
关瑞梧（1907年12月19日—1986年），祖籍广西苍梧，出生于北京，儿童教育家。

## 生平
关瑞梧于1931年毕业于燕京大学社会学系，专修儿童福利。后前往美国留学，1933年获芝加哥大学社会工作学院硕士学位。回国后，在北京香山慈幼院第一校主持工作，同时任教于燕京大学社会系。1942年随燕京大学迁往成都。抗日战争结束后于1946年回到北京，在燕京大学、清华大学、辅仁大学等校教授儿童福利，并任北京师范大学保育系教授。
中华人民共和国成立后她继续在北师大任教。1952年院系调整中保育系与教育系合并，后历任教育系副主任、主任。同时加入中国民主同盟。此外，她还是第三、四届全国政协委员，第五、六届全国政协常委，第四届全国人大代表，全国妇联执行委员，中国人民保卫儿童全国委员会委员。
关瑞梧于1986年在北京逝世，终年79岁。

## 著作
- 《婴儿教保实际问题》（1936年，香山慈幼院丛书）
- 《保育法》（1936年，商务印书馆出版）
- 《家长手册》（1937年，香山慈幼院丛书）
- 《区位儿童福利个案工作》（1946年，中华书局出版）
- 《儿童机关之管理》（1947年，正中书局出版）
- 《近十年来我国之儿童福利工作简述》（1947年，中国儿童福利社出版）
- 《培养学龄前儿童的共产主义道德品质》（给北京市的幼教工作者的报告，1956年，全国科学技术普及协会出版）